# Las Rozas de Madrid
Las Rozas ist eine der flächenmäßig größten Gemeinden der Autonomen Gemeinschaft Madrid und liegt etwa 18 km von Madrid entfernt im Nordwesten der Stadt. Seit 1991 hat sich die Einwohnerzahl von 35.000 auf 98.590 (Stand: 2024) mehr als verdoppelt.
Angebunden ist die Gemeinde über die A-6 (A Coruña – Madrid), die M-50 (Umgehung von Madrid) und die M-505, die nach El Escorial führt. Darüber hinaus bestehen einige Buslinien (Interurbanos) zur Metrostation Moncloa in Madrid: 621, 624 (Burgo de Las Rozas), 622 (Las Matas), 623 (Villafranca del Castillo), 625, 626, 628, 629 (Parque Empresarial, La Dehesa und El Cantizal).
Schließlich gibt es noch eine Verbindung mit der Madrider S-Bahn (Cercanías), die an drei Stationen im Gebiet von Las Rozas hält: Las Rozas, Pinar de Las Rozas und Las Matas.
In Las Rozas liegt die Ciudad del Fútbol, das 2003 eröffnete Trainingsgelände und Sitz des Spanischen Fußballverbandes. Die Spanische Fußballnationalmannschaft der Frauen hat dort in den letzten Jahren einen Großteil ihrer Heimspiele ausgetragen.

## Einzelnachweise

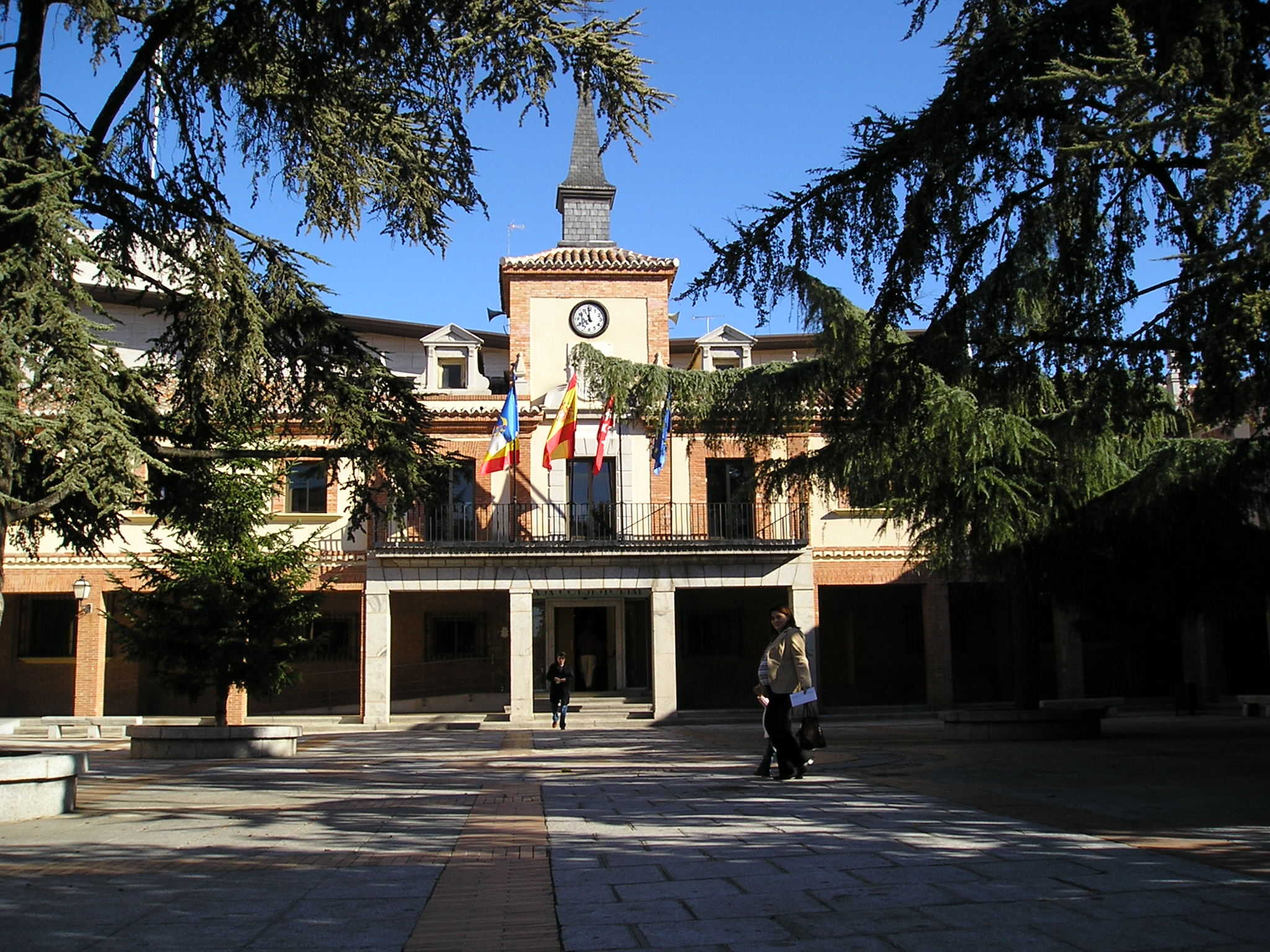
Rathaus von Las Rozas